# Mauricio Hénao
Mauricio Hénao (ur. 16 lutego 1987 w Armenii) – kolumbijsko-amerykański aktor telewizyjny i model.

## Życiorys
Mauricio w wieku dwunastu lat wraz z matką i dwójką rodzeństwa przeprowadził się do Nowego Jorku. Po ukończeniu szkoły Cypress Creek High School, w 2005 rozpoczął pracę jako model. 
Pracował w Stanach Zjednoczonych i Europie dla takich projektantów jak Tommy Hilfiger czy Calvin Klein. 
W 2009 przeprowadził się do Miami, by zostać aktorem i związał się ze stacją Telemundo. Za rolę Daniela Santacruza w telenoweli Moje serce bije dla Loli w 2012 był nominowany do Miami Life Award.
W 2013 gościnnie wystąpił w meksykańskiej telenoweli w stacji Televisa Burza. 

## Filmografia
- 2010: Gdzie jest Elisa? jako Eduardo Cáceres
- 2010: Duch Eleny jako Michel
- 2011: Grachi jako Tony Gordillo
- 2011: Moje serce bije dla Loli jako Daniel Santacruz
- 2012: Último Año jako Martín Santoro
- 2013: Burza jako Valentín
- 2014: Niewinna intryga (La Impostora) jako Jorge Altamira
- 2015–2018: Señora Acero jako José Ángel Godoy